# Байков, Александр Александрович

Могила А. А. Байкова на Новодевичьем кладбище в Москве

Алекса́ндр Алекса́ндрович Байко́в (25 июля [6 августа] 1870, Фатеж, Курская губерния — 6 апреля 1946, Москва) — советский химик, материаловед, металлург. Член-корреспондент АН СССР (1928). Академик АН СССР (1932). Заслуженный деятель науки и техники РСФСР (1934). Лауреат Сталинской премии (1943). Герой Социалистического Труда (1945). Известный учёный в области физикохимии металлургических процессов  и прикладной неорганической химии.
Основные труды в области учения о твёрдых растворах, по металловедению и металлургии («химии высоких температур»); положил начало физико-химическому обоснованию ряда производственных процессов; работы по теории и производству огнеупоров и цементов.

## Биография
Родился в семье присяжного поверенного (адвоката). Русский.
Окончил Курскую гимназию, затем — физико-математический факультет Санкт-Петербургского университета (1893); ученик и сотрудник (1893—1898) Д. П. Коновалова. Уже первые исследовательские работы А. А. Байкова были очень высоко оценены Д. И. Менделеевым. Два года проработал лаборантом на кафедре химии.
В 1897 году перешёл в «Институт инженеров путей сообщения» на должность заведующего химической лабораторией. С 1902 года читал лекции по общей металлургии и металлографии, металлургии цветных металлов, по технологии вяжущих веществ, технологии строительного искусства, а также по неорганической химии в «Петербургском политехническом институте». В 1903 году защитил диссертацию «Исследование сплавов меди и сурьмы и явлений закалки, в них наблюдаемых». Результаты изучения им сплавов меди с сурьмой и кадмием получили широкую известность и были включены Д. И. Менделеевым в седьмое и восьмое издания «Основ химии». В этой же работе Байков впервые в истории металловедения показал, что явление закаливания свойственно не только стали, но и цветным сплавам, причём дал оригинальное общее определение закалки сплавов. В конце 1903 года избран экстраординарным профессором Петербургского политехнического института по кафедре металлургии и технической химии. В 1908 году Байкову присвоено звание профессора.
Для Энциклопедического словаря Брокгауза и Ефрона написал несколько статей.
В 1907—1916 годах преподавал химию на Бестужевских курсах; в 1911—1917 годах читал лекции на курсах П. Ф. Лесгафта.
Последний чин на гражданской службе в Российской Империи — статский советник.
Летом 1918 года в связи с работами по исследованию карадагских трасов находился в Крыму. События Гражданской войны не позволили ему вернуться в Петроград, и до 1923 года он оставался в Симферополе. В октябре 1918 года Байков был избран ординарным профессором «Таврического университета»; с января 1921 по сентябрь 1923 года — ректор «Крымского университета им. М. В. Фрунзе».
В 1923 году вернулся в Петроград, вновь занял свою прежнюю кафедру и возобновил преподавательскую деятельность. В том же году избран профессором по кафедре химии «Петроградского университета», которой ранее заведовали его учителя — Д. И. Менделеев и Д. П. Коновалов.
С февраля 1925 года — декан химического факультета, а с июня 1925 по октябрь 1928 года — ректор Ленинградского политехнического института. В 1927—1934 годах принимал участие в составлении «Технической энциклопедии» под редакцией Л. К. Мартенса, автор статей по тематикам «химия, цементы, металлургия».
С 1938 года был первым руководителем отдела металловедения вновь созданного Института металлургии АН СССР в Москве. Впоследствии этому институту было присвоено имя А. А. Байкова.
Был избран членом-корреспондентом, затем — действительным членом, членом президиума и, наконец, первым вице-президентом АН СССР.
Избирался депутатом в Верховный Совет СССР от Ленинграда (1937) и города Бежицы (1946).
Похоронен в Москве на Новодевичьем кладбище.

## Награды и звания
- Герой Социалистического Труда (10 июня 1945) — за выдающиеся заслуги в области создания научных основ металлургии, химии металлов и металлографии, а также за исключительные заслуги по созданию отечественной школы металлургов
- орден Святого Владимира 4-й степени
- орден Святой Анны 2-й степени
- орден Святой Анны 3-й степени
- Орден Ленина (10 октября 1940) — в связи с исполнившимся 70-летием со дня рождения, за выдающиеся заслуги перед страной в области химии и металлургии
- Орден Ленина (10 июня 1945) — за выдающиеся заслуги в области создания научных основ металлургии, химии металлов и металлографии, а также за исключительные заслуги по созданию отечественной школы металлургов
- Орден Ленина (5 августа 1945) — за выдающиеся заслуги в области химии и металлургии, в связи с 75-летием со дня рождения
- Два ордена Трудового Красного Знамени (21 февраля 1944; 29 мая 1944)
- медали
- Заслуженный деятель науки и техники РСФСР
- Сталинская премия I степени (22 марта 1943) — за многолетние выдающиеся работы в области науки и техники

## Память

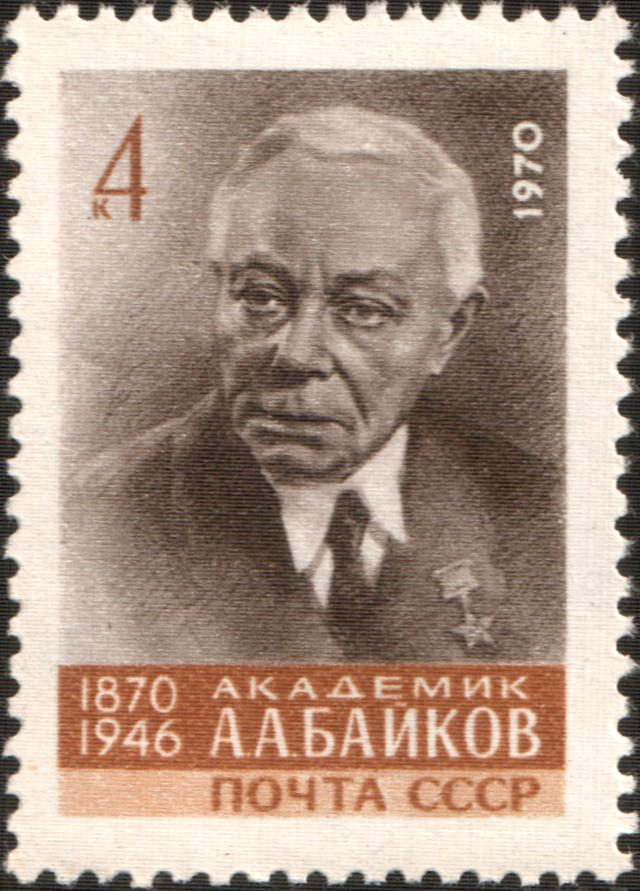
Почтовая марка СССР, 1970 год

- Почтовая марка СССР, 1970 годИмя А. А. Байкова носит Институт металлургии и материаловедения Российской академии наук в Москве.
- На доме по адресу: Литейный проспект, 10 в 1948 году была установлена мемориальная доска (архитектор Р. И. Каплан-Ингель).
- К 100-летию со дня рождения А. А. Байкова в 1970 году в СССР была выпущена посвящённая ему почтовая марка.
- В честь А. А. Байкова в 1975 году названа улица в Ленинграде.
- Химический факультет Санкт-Петербургского государственного университета (Средний проспект Васильевского острова, 41/43), ныне — межфакультетский центр СПбГУ.
- На доме по адресу: Политехническая улица, 29 в 1978 году была установлена мемориальная доска (архитектор Р. И. Каплан-Ингель)[6]

## Адреса в Санкт-Петербурге
- 1904—1918, 1923—1925 — Политехническая улица, 29;[7]
- 1925—1930 — Миллионная улица, 1;
- 1930—1942 — особняк И. А. Апраксина — проспект Володарского (Литейный — с 1944), 10, кв. 3.